# Liste de personnalités poursuivies après la révolution égyptienne de 2011
Après la chute de d’Hosni Moubarak lors de la révolution égyptienne de 2011, les enquêtes visant des cadres du régime se sont multipliées. Les premières sont lancées pour des délits financiers et ne concernent que les personnalités les moins appréciées, puis elles touchent de plus en plus de personnes et pour des crimes de plus en plus graves. Ces enquêtes touchent principalement d’anciens ministres, policiers, cadre du parti national démocratique (PND), parti au pouvoir, et hommes d’affaires. Cet article donne une liste des personnalités égyptiennes arrêtées après la révolution de 2011, certaines ont été condamnées.

## Personnalités politiques

### Arrêtées
- Habib el-Adli, ministre de l’Intérieur, arrêté pour détournement de fonds publics[1], le 17 février, condamné à douze ans de prison pour malversations financières[2], à une amende de 300 millions de LE pour l'interruption des réseaux de communication ;
- Zoheir Garranah, ministre du Tourisme, arrêté pour détournement de fonds publics[1], le 17 février et incarcéré à la prison de Tora[3], condamné à cinq ans de prison pour malversations financières[2] ;
- Ahmad el-Magrhabi, ministre du Logement, arrêté pour détournement de fonds publics[1], le 17 février et incarcéré à la prison de Tora[3], condamné à cinq ans de prison pour malversations financières[2] ;
- Anas al-Fekki, ministre de l'information, le 23 février[4] ;
- Abdel-Nasser Gabry, député, arrêté le 12 mars sur soupçons d’avoir organisé l’attaque des baltaguiyas montés sur des chameaux contre les manifestants de la place Tahrir[5] ;
- Hosni Moubarak, président, arrêté pour corruption et pour abus de pouvoir dans le cadre de l’enquête sur la responsabilité dans les centaines de morts de la répression de la révolution, le 12 avril ;
- Zakariya Azmi, directeur de cabinet de Moubarak depuis 1989[6], arrêté le 7 avril[7],[8] pour corruption ;
- Safouat Al-Chérif, homme de confiance de l’ancien président, ancien ministre de l’Information, président du Conseil consultatif et secrétaire général du PND, arrêté pour corruption[6] ;
- Fathi Sourour, ancien ministre de l’Éducation et président de l’Assemblée du peuple, arrêté pour corruption[6] ;
- Ahmed Nazif, premier ministre, arrêté pour « gaspillage de fonds publics » le 10 avril[9] ;
- Gamal Moubarak, cadre du régime, arrêté pour corruption le 12 avril ;
- Alaa Moubarak, cadre du régime, arrêté pour corruption le 12 avril ;
- Ismaïl Al-Chaer, vice-ministre de l’Intérieur incarcéré à la prison de Tora[3] ;
- Adli Fayed, vice-ministre de l’Intérieur incarcéré à la prison de Tora[3] ;
- Ahmad Ramzi, vice-ministre de l’Intérieur incarcéré à la prison de Tora[3] ;
- Aïcha Abdel-Hadi, ministre de la Main-d’œuvre et de l’Émigration[3] ;
- Sameh Fahmi, ministre du Pétrole[10].

### Jugées par contumace
- Rachid Mohamad Rachid, ministre du commerce, condamné le 25 juin à 5 ans de prison et à une amende de 9 millions de livres pour détournement de fonds publics[11] ;
- Youssef Boutros Ghali, condamné en juin à 30 ans de prison pour corruption[11]

## Hommes d’affaires
- Ahmed Ezz, propriétaire de plusieurs aciéries, proche de Gamal Moubarak et également cadre du PND, incarcéré à la prison de Tora[3] ;
- Hussein Salem, homme d’affaires, proche de Moubarak et actionnaire de la compagnie du gaz, dont les biens ont été gelés[10] et arrêté en Espagne[12].

Au total, cent cinquante hommes d’affaires liés au régime ont été incarcérés.

## Personnalités du régime
- Ossama Al-Cheikh, président de l’Union de la télévision et de la radio[3] ;
- Ahmad Al-Sébaï, chef de l’Organisme de médecine légale[14] ;
- Suzanne Moubarak, épouse du raïs